# Стокі (Мазовецьке воєводство)
Стокі (пол. Stoki) — село в Польщі, у гміні Пйонки Радомського повіту Мазовецького воєводства.
Населення — 163 особи (2011).

## Демографія
Демографічна структура станом на 31 березня 2011 року:
|          | Загалом | Допрацездатний вік | Працездатний вік | Постпрацездатний вік |
| -------- | ------- | ------------------ | ---------------- | -------------------- |
| Чоловіки | 83      | 14                 | 61               | 8                    |
| Жінки    | 80      | 21                 | 33               | 26                   |
| Разом    | 163     | 35                 | 94               | 34                   |